# Petit chien à bélière
Le Petit chien à bélière ou Pendeloque au chien de Suse est un pendentif en or en forme de chien retrouvé dans les ruines de la ville de Suse et datant de 3300-3100 avant Jésus-Christ. Le terme de bélière fait référence à l'anneau de suspension dont le bijou est muni.

## Description
Ce pendentif en forme de chien est un objet de petite taille (1,5 cm de longueur). C'est un des premiers exemples du travail de l'orfèvrerie de la fin du IVe millénaire av. J.-C. Il représente une synthèse de toutes les techniques de métallurgie connues dans la région de Suse à l'époque d'Uruk. Il apporte, par ailleurs, une information intéressante sur l'une des deux grandes races de chiens domestiqués en plaine de Susiane.
À cette époque, la métallurgie nécessitait de réduire le minerai pour en extraire le métal, puis de couler celui-ci dans des moules, à des températures souvent supérieures à 800 °C.
Les techniques de fabrication sont la fonte à la cire perdue pour la partie massive du corps et l'étirage à chaud pour les oreilles et la queue, avec un apport supplémentaire de matière pour le retour de celle-ci sur le dos du chien.
La pose de l'anneau de suspension ne pouvait pas se faire avec un simple raccord en or, car il y aurait eu risque de fonte de la statuette. A été mis en œuvre le premier exemple connu de brasage de l'histoire, avec un mélange de cuivre et d'or, nécessitant une température moins élevée.
Le chien représenté n'est pas un élégant lévrier arabe comme ceux des vases de céramique retrouvés dans la nécropole de Suse I, mais une espèce domestiquée plus rustique, adaptée à la surveillance des troupeaux de moutons.

## Historique
L'objet a été découvert lors des fouilles Roland de Mecquenem sur le tell de l'acropole de Suse en 1939.
Il existe d'autres sculptures de ce type :

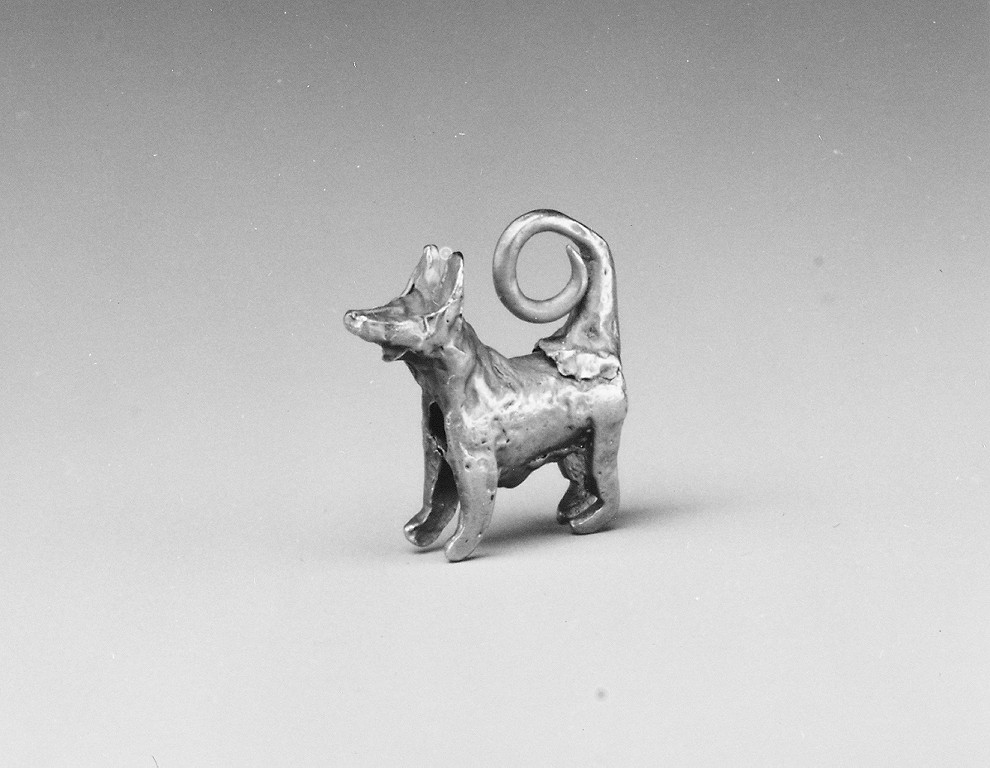
Sculpture appartenant aux collections du Metropolitan Museum of Art.